# Cristino Castro
Cristino Castro är en kommun i Brasilien.   Den ligger i delstaten Piauí, i den östra delen av landet, 900 km nordost om huvudstaden Brasília. Antalet invånare är 9 981.
Omgivningarna runt Cristino Castro är huvudsakligen savann. Runt Cristino Castro är det mycket glesbefolkat, med 5 invånare per kvadratkilometer.